# Epidendrum centronum
Epidendrum centronum är en orkidéart som beskrevs av Eric Hágsater och Dodson. Epidendrum centronum ingår i släktet Epidendrum och familjen orkidéer. Inga underarter finns listade i Catalogue of Life.